# Kristen Michal
Kristen Michal (Tallinn, 2 luglio 1975) è un politico estone, Primo ministro dell'Estonia dal 23 luglio 2024.
Membro del Partito Riformatore Estone, è stato precedentemente ministro della giustizia del Governo Ansip III dal 6 aprile 2011 al 10 dicembre 2012 e ministro degli affari economici e delle infrastrutture nel Governo Rõivas II del 9 aprile 2015 al 22 novembre 2016. Dal 17 aprile 2023 al 2024 è stato, infine, ministro dell'ambiente nel Governo Kallas III.

## Biografia
Ha conseguito la laurea in giurisprudenza presso l'Akadeemia Nord nel 2009. In seguito ha frequentato un master in legge presso la facoltà di giurisprudenza dell'Università di Tallinn.
Ha lavorato come consulente a diversi livelli per il Partito Riformatore Estone dal 1996 al 2002. Nel 2002 è diventato consigliere dell'allora primo ministro Siim Kallas. Per un anno (2002-2003) è stato membro Anziano della Città di Tallinn. Nel 2003 è stato nominato segretario generale del Partito Riformatore Estone, carica che ha mantenuto fino al 2011. Dal 12 maggio 2004 è deputato al Riigikogu.
Ha iniziato la sua carriera ministeriale con la nomina a Ministro della giustizia, avvenuta il 6 aprile 2011, in sostituzione di Rein Lang, dello stesso partito.